# Jack Frost (film 1998)
Jack Frost è un film del 1998 diretto da Troy Miller con Michael Keaton, Joseph Cross e Kelly Preston.
Il film è una commedia fantasy natalizia americana in cui Keaton interpreta il personaggio del titolo, un padre e musicista morto in un incidente d'auto, per poi essere riportato in vita sotto forma di pupazzo di neve tramite un'armonica magica. Ha ricevuto recensioni critiche negative ed è stato un fiasco al botteghino.

## Trama
(Jack Frost)
Jack Frost è il cantante e armonicista di un gruppo rock con sede nella città di Medford, in Colorado, ed è spesso in tournée con la sua band. Finisce così per trascurare talvolta la moglie Gabby ed il figlio Charlie. Questi vorrebbe infatti che il padre passasse più tempo con lui, insegnandogli a giocare a hockey ed andando a vedere le sue partite. Charlie è infatti appassionato di questo sport e viene spesso preso di mira dal bullo Rory Buck, spocchioso e arrogante capitano della squadra di hockey avversaria. In occasione del Natale, Jack è costretto a partire per l’ennesimo concerto con il suo gruppo, ma decide poi di rinunciare e di recarsi alla casa in montagna dove si trovano la moglie e il figlio, per stare con loro. Durante il viaggio, si scatena una tempesta di neve e Jack muore in un incidente d'auto.
Un anno dopo, Charlie è ancora abbattuto per la tragica morte del padre e ha lasciato la squadra di hockey. Un giorno costruisce un pupazzo di neve davanti a casa sua e quella sera suona l'armonica che il padre gli aveva regalato prima di morire. L'armonica si rivela magica, poiché fa tornare in vita Jack, trasferendo la sua anima nel pupazzo di neve. Jack tenta di salutare Charlie, ma finisce invece per spaventarlo. Dopo averlo aiutato a difendersi da Rory e dai suoi amici, Jack usa il suo soprannome "Charlie boy" e Charlie si rende conto che il pupazzo di neve è suo padre. Pur essendo tornato in vita sotto questo nuovo aspetto, Jack non ha il coraggio di rivelarsi alla moglie, la quale inizia a preoccuparsi vedendo il figlio parlare con un pupazzo di neve e si confida con Mac MacArthur, tastierista e miglior amico di Jack, che ha sempre avuto a cuore Charlie. Avendo ritrovato la presenza del padre, Charlie recupera la sua grinta e rientra nella squadra di hockey della scuola. Grazie ai suoi insegnamenti, riesce anche a portare la sua squadra alla vittoria.
Con l'arrivo di un caldo fuori stagione, Jack inizia a sciogliersi e fatica ad arrivare alla partita di hockey di Charlie, ma ci riesce. In seguito, Charlie intende portare Jack in montagna, dove fa più freddo, e riesce a caricarlo su un camion con l’aiuto di Rory, che è stato abbandonato dal proprio padre e cambia atteggiamento quando scopre che il pupazzo di neve è il defunto Jack. Charlie e Jack arrivano allo chalet in montagna (dove la famiglia sarebbe rimasta per Natale prima della morte di Jack) e Jack telefona a Gabby, preoccupata per la sparizione del figlio, rassicurandola che Charlie sta bene e dicendole dove si trova per venire a prenderlo. Il mattino dopo, Jack dice a Charlie che pur essendo felice di averlo potuto rivedere, per lui è giunto il momento di andarsene. Quando Gabby arriva, Jack ha modo di salutarli entrambi, assicurandoli che sarà sempre loro vicino, prima di dissolversi e ritornare nell'aldilà.
Nella scena finale viene mostrato che Mac si è trasferito a casa loro, mentre Charlie gioca felicemente a hockey coi suoi amici.

## Produzione

### Riprese

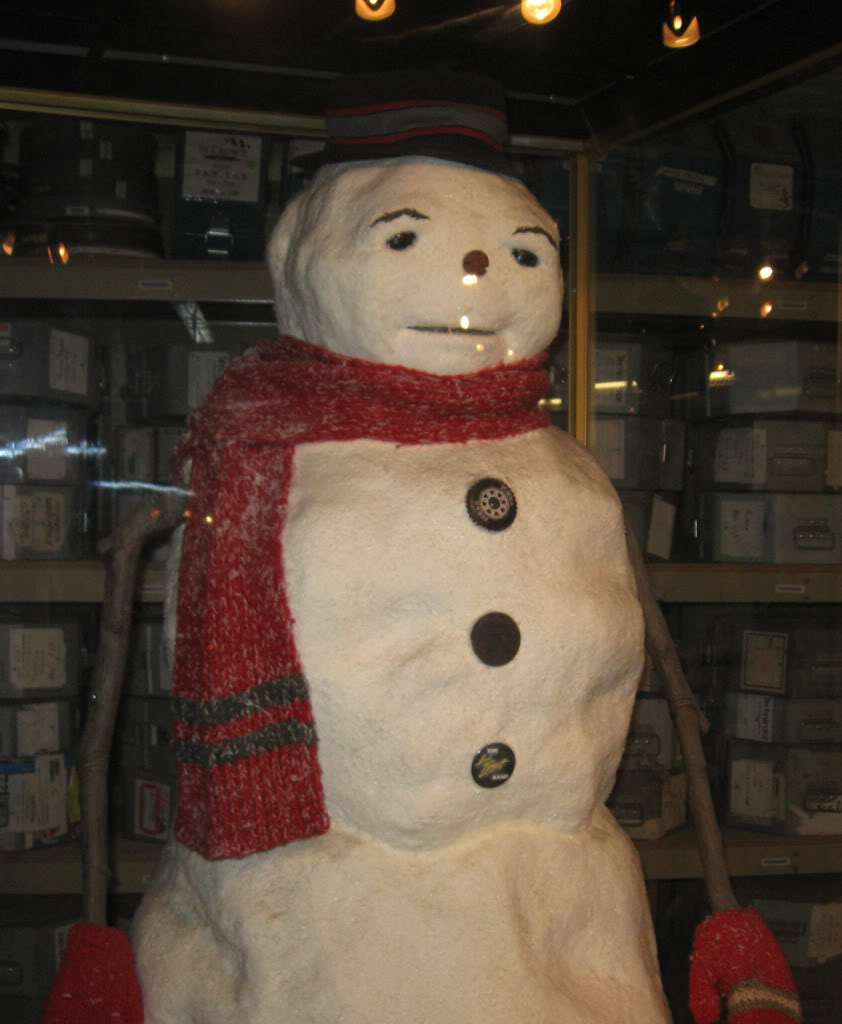
Una replica del protagonista

È stato girato nella cittadina di Medford, in Oregon. 
Il costume in forma del pupazzo di neve di Jack Frost è stato creato dalla Jim Henson's Creature Shop.
Originariamente, Sam Raimi era stato incaricato di dirigere il film e George Clooney doveva interpretare Jack Frost mentre la Jim Henson's Creature Shop aveva fatto un modello del pupazzo di neve simile a Clooney prima di abbandonare il progetto insieme a Raimi.
Le riprese principali sono durate dal 16 marzo al 23 giugno 1998.

## Colonna sonora
Il film include 22 tracce:
1. The Jack Frost Band – Frosty the Snowman (feat. Michael Keaton) – 3:25 (testo: Jack Rollins, Steve Nelson – musica: Trevor Rabin)
2. REO Speedwagon – Roll with the Changes
3. Hanson – Merry Christmas Baby – 3:11 (testo: Johnny Moore, Lou Baxter)
4. Cole Porter – Everytime We Say Goodbye – 2:39
5. Gary Glitter – Rock and Roll (Part 2) – 3:00
6. The Jack Frost Band – Don't Lose Your Faith (feat. Michael Keaton) – 4:00
7. Lucinda Williams – Can't Let Go – 3:28 (testo: Randy Weeks)
8. Steve Poltz – Leavin' Again – 2:28 (testo: Steve Poltz)
9. Stevie Ray Vaughan – Couldn't Stand the Weather – 4:40
10. Fleetwood Mac – Landslide – 3:20
11. The Edgar Winter Group – Free Ride – 3:24
12. Swirl 360 – Hey Now Now – 4:39 (testo: Denny Scott, John Shanks, Kenny Scott, Shelly Peiken)
13. Final Fire (musica: Hans Zimmer)
14. Michael Sherwood – Jingle Bell Rock – 2:07
15. Billy Idol – Hot in the City – 3:38
16. Hanson – Gimme Some Lovin – 2:47 (testo: Muff Winwood, Spencer Davis, Stevie Winwood)
17. Spice Girls – Sleigh Ride – 2:38 (testo: Leroy Anderson, Mitchell Parish)
18. Foghat – Slow Ride – 3:56
19. Jars of Clay – Five Candles (You Were There) – 3:48 (testo: Charlie Lowell, Dan Haseltine, Matt Odmark, Stephen Mason)
20. Lisa Loeb – How – 3:49 (testo: Lisa Loeb)
21. Bob Carlisle – Father's Love – 4:20 (testo: Bob Carlisle – musica: Bob Carlisle, Randy Thomas)
22. Hanson – Good Lovin' – 2:35 (testo: Arthur Resnick, Rudy Clark)

## Accoglienza

### Incassi
Prodotto con un budget di 85 milioni di dollari, Jack Frost ha preso 7 milioni di dollari nel suo weekend di apertura. Ha incassato oltre 34,5 milioni di dollari in Nord America, diventando un flop al botteghino.

### Critica
Il film, da subito additato come trash per via della trama, ha ricevuto recensioni negative dalla critica. Rotten Tomatoes dà al film un punteggio del 19% sulla base di 57 recensioni. Il consenso del sito afferma: "Sdolcinato sentimentale e narrativa non ispirata affondano questo film". Su Metacritic ha un punteggio del 45% basato su recensioni di 20 critici, che indica "recensioni contrastanti o nella media".
Roger Ebert assegnò al film una stella su quattro, scrivendo: "È possibile che i ragazzi di Jim Henson e Industrial Light and Magic uniscano le loro teste e trovino la singola creatura più ripugnante nella storia degli effetti speciali, e io sono senza dimenticare la bambola Chucky o l'intestino del deserto di Star Wars." Ben Falk della rivista Empire ha dato al film tre stelle su cinque, dicendo: "Nonostante un personaggio centrale dall'aspetto sorprendentemente losco, questo è un film per bambini che non si scusa per esserlo e in un ambiente in cui anche i cartoni animati sono pieni di gag puramente per gli adulti, è straordinariamente rinfrescante." Janet Maslin del New York Times ha dato al film una recensione positiva, dicendo: "Come un altro sforzo di Hollywood per guardare al lato solare della fatalità, Jack Frost è così ricoperto di zucchero da far sembrare altri recenti sforzi in questo genere estremamente onesti. D'altra parte, è solo allegro e fasullo abbastanza da intrattenere i bambini ragionevolmente."

## Riconoscimenti
- 1999 - YoungStar Awards
  - Candidatura per la Miglior giovane attrice non protagonista in un film drammatico a Mika Boorem